# Église Saint-Marcel d'Annay-la-Côte
Pour les articles homonymes, voir Église Saint-Marcel.
L’église Saint-Marcel est l'église de la commune d'Annay-la-Côte en Bourgogne-Franche-Comté. Elle est construite au XVe siècle et est consacrée à saint Marcel.

## Description
L'église Saint-Marcel est bâtie au cours du XVe siècle avec une haute tour carrée reposant sur de larges contreforts.
Le clocher est bâti par les ducs de Bourgogne, auquel deux cloches en bronze fondues par Dominique Cochois viennent s'ajouter en 1788,,.
À l'intérieur, les voûtes sont en en pierre à nervures ogivales et le sol est composé de grades dalles tumulaires. Des boiseries de style Louis XV sont présentes d'après Victor Petit.
Une petite niche datant du XVe siècle est présente à la base d'un des contreforts avec un écusson aux armes de France.
|                                   |
| Clocher de l'église Saint-Marcel. |

|                                     |
| Croix devant l'église Saint-Marcel. |

|                                                |
| Vue depuis la route sur l'église Saint-Marcel. |

|                                             |
| Dessin du clocher par Victor Petit en 1870. |

## Annexe